# Jamaaladeen Tacuma
Jamaaladen Tacuma, né Rudy McDaniel le 11 juin 1956 à Hempstead, aux États-Unis, est un bassiste de jazz/funk.
Durant sa jeunesse, à Philadelphie, il joue avec l'organiste Charles Earland. En 1975, à 19 ans, il rejoint  le groupe Prime Time d'Ornette Coleman. Durant sa carrière, il accompagnera de nombreux artistes reconnus comme James Blood Ulmer, Carlos Santana, Jeff Beck, Olu Dara, Julius Hemphill ou David Murray. Il joue encore actuellement, notamment avec le groupe Free Form Funky Freqs, et le percussionniste turc Burhan Öçal.

## Discographie

### En tant que leader
- Show Stopper (Gramavision, 1983)
- Renaissance Man (Gramavision, 1984)
- Music World (Gramavision, 1986)
- Jukebox (Gramavision, 1988)
- Boss Of The Bass (Gramavision, 1991)
- Sound Symphony (Moers Music, 1992)
- Live In Koln (Timeless Records, 1994)
- Dreamscape (DIW Records, 1996)
- Groove 2000 (Caramelle Recordings, 1998)
- Brotherzone (P-Vine Records, 1999)
- The Flavors Of Thelonious Monk Reloaded (Extraplatte, 2007)
- Coltrane Configurations (2009)
- For The Love Of Ornette (2011)